# Tony Gibb
Tony Gibb (ur. 12 lipca 1976 w Stanmore) – brytyjski kolarz torowy, szosowy i przełajowy, srebrny medalista torowych mistrzostw świata.

## Kariera
Pierwsze sukcesy w karierze Tony Gibb osiągnął w 2001 roku, kiedy wygrał memoriał Eddiego Soensa, a w przełajowym wyścigu w Hillingdon był drugi. Swój największy sukces osiągnął już na rozgrywanych w 2002 roku mistrzostwach świata w Kopenhadze, gdzie zdobył srebrny medal w scratchu, ulegając jedynie Szwajcarowi Franco Marvulliemu, a bezpośrednio wyprzedzając Niemca Stefana Steinwega. W tym samym roku był trzeci w scratchu podczas igrzysk Wspólnoty Narodów w Manchesterze. W 2003 roku stawał na podium zawodów Pucharu Świata w Meksykańskim Aguascalientes i południowoafrykańskim Kapsztadzie oraz zwyciężył w zawodach Torino Six Days. Od tej pory startuje przeważnie w zawodach krajowych, chociaż w 2009 roku zajął piąte miejsce w klasyfikacji generalnej szosowego Bermuda GP. Nie startował na igrzyskach olimpijskich.